# リサージ
リサージ（LISSAGE）は、株式会社カネボウ化粧品が製造、販売する化粧品のひとつ。
1992年からカネボウ(株)（現・(株)カネボウ化粧品）のブランド「LISSAGE」として市場導入して以来、コラーゲン研究を行っている。
主力アイテムは化粧水と乳液の充実感を1本に凝縮した化粧液「スキンメインテナイザー」。
2007年3月、アートディレクターとして佐藤可士和氏を迎え、大幅なブランドリニューアルを実施している。